# Lennox Lewis vs David Tua
Lennox Lewis vs David Tua, annunciato come "Royal Rampage", è stato un incontro di pugilato professionistico disputatosi l'11 novembre 2000 per il campionato mondiale dei pesi massimi WBC, IBF e IBO.

## Contesto
Dopo essere divenuto il campione indiscusso dei pesi massimi nel 1999, Lennox Lewis ha difeso con successo la sua corona due volte in due agevoli vittorie ai danni di Michael Grant e Francois Botha. Dopo la vittoria contro il sudafricano Botha, Lewis ha rapidamente messo gli occhi sullo sfidante obbligatorio David Tua, il quale era classificato al primo posto sia dalla WBC che dall'IBF.
Tua entrò in battaglia sfoggiando un impressionante record di 37-1, con vittorie sui futuri campioni dei pesi massimi, come John Ruiz, Oleg Maskaev e Hasim Rahman e la sua unica sconfitta contro il potenziale imbattuto Ike Ibeabuchi per decisione unanime. Sebbene giunse alla vigilia come sfavorito, dato per 3-1, Tua era fiducioso di poter sconfiggere Lewis, definendolo un "combattente pigro" e affermando anche "Tende a stancarsi dopo due o tre round", diventando vulnerabile, l'unico modo per vincere è metterlo KO".

## L'incontro
A differenza dei precedenti due incontri di Lewis che non hanno superato il secondo round, questo incontro si prolungò per tutti i 12 round. Lewis mise a segno un gancio destro all'inizio del primo round rompendo una delle costole di Tua, Lewis però non è stato in grado di ottenere un atterramento ai danni di Tua, tuttavia il pugile inglese è stato in grado di controllare in modo intelligente quasi l'intero combattimento. 
David Tua fece molti tentativi per tutto il match di mettere a segno il suo letale gancio sinistro, che veniva sistematicamente parato o evitato. Lewis si mosse elegantemente per il ring, limitandosi a stuzzicarlo con un jab decisivo, portando poi a segno qualche combinazione verso gli ultimi round. Tua si mosse molto lentamente sulle gambe, cercò di accorciare la distanza muovendo busto e testa tentando il colpo singolo e potente, cercando il KO, la strategia prevedibile però non ebbe successo. 
Lewis mise a segno 300 colpi totali, a differenza di Tua (110), ciò, e il match tecnicamente padroneggiato da Lennox, portarono i giudici verso una decisione unanime. Tutti e tre i giudici a bordo ring si sono pronunciati a favore di Lewis, assegnando punteggi di 119–109, 118–110 e 117–111.

## Conseguenze
L'incontro si sarebbe rivelato il più importante match della carriera di Tua. Dopo questa disfatta, subì una sconfitta nel 2001 contro Chris Byrd, poi un pareggio contro Hasim Rahman, e infine si ritirò nel 2013. 
Lennox, nel frattempo, ha seguito di questa vittoria su Tua, perse sorprendentemente il titolo contro il poco conosciuto Hasim Rahman, (tecnicamente dato perdente 20-1). Lewis poi si riprese le cinture battendo Rahman, difese poi il titolo contro un Tyson ormai poco competitivo e infine Vitali Klitschko, dopo quest'ultimo incontro Lennox si ritirò dal pugilato nel 2003.